# Sai Bennett
Sai Naomi Bennett (* 31. Mai 1990 in Aldershot) ist eine britische Schauspielerin und Model.

## Leben
Bennett wurde am 31. Mai 1990 geboren. 2012 spielte sie in drei Episoden der Fernsehserie Prisoners Wives in der Rolle der Saskia mit. Im selben Jahr war sie in der Rolle der Emily im Film Trapped zu sehen. Dort spielte sie an der Seite von Oliver Walker und David Osmond in den Hauptrollen eine junge Frau, die die beiden Männer durch Nudität verführt. Von 2014 bis 2015 verkörperte sie die Rolle der Jessie Pertree in insgesamt 19 Episoden der Fernsehserie Mr Selfridge. 2016 wirkte sie in sechs Episoden der Mini-Serie Close to the Enemy in der Rolle der Anna White mit. 2017 hatte sie eine Episodenrolle in der Fernsehserie Knightfall, 2018 eine Episodenrolle in der Fernsehserie Strike Back. 2018 übernahm sie im Tierhorrorfernsehfilm Lake Placid: Legacy die Rolle der Alice. Im selben Jahr hatte sie im Horrorfilm Leprechaun Returns die Rolle der Rose inne. 2020 stellte sie in acht Episoden der Fernsehserie The Spanish Princess die anspruchsvolle historische Rolle der Mary Tudor dar.

## Filmografie (Auswahl)
- 2012: Prisoners Wives (Fernsehserie, 3 Episoden)
- 2012: Trapped
- 2014: Die Augen des Engels (The Face of an Angel)
- 2014–2015: Mr Selfridge (Fernsehserie, 19 Episoden)
- 2015: Just Jim
- 2016: Edith (Kurzfilm)
- 2016: Close to the Enemy (Mini-Serie, 6 Episoden)
- 2016: The Vintage
- 2016: First (Kurzfilm)
- 2017: Knightfall (Fernsehserie, Episode 1x01)
- 2018: Strike Back (Fernsehserie, Episode 6x07)
- 2018: Lake Placid: Legacy (Fernsehfilm)
- 2018: Leprechaun Returns
- 2019: Hurt by Paradise
- 2020: The Spanish Princess (Fernsehserie, 8 Episoden)
- 2022: Mood (Fernsehserie, 2 Episoden)